# Otto Salomon

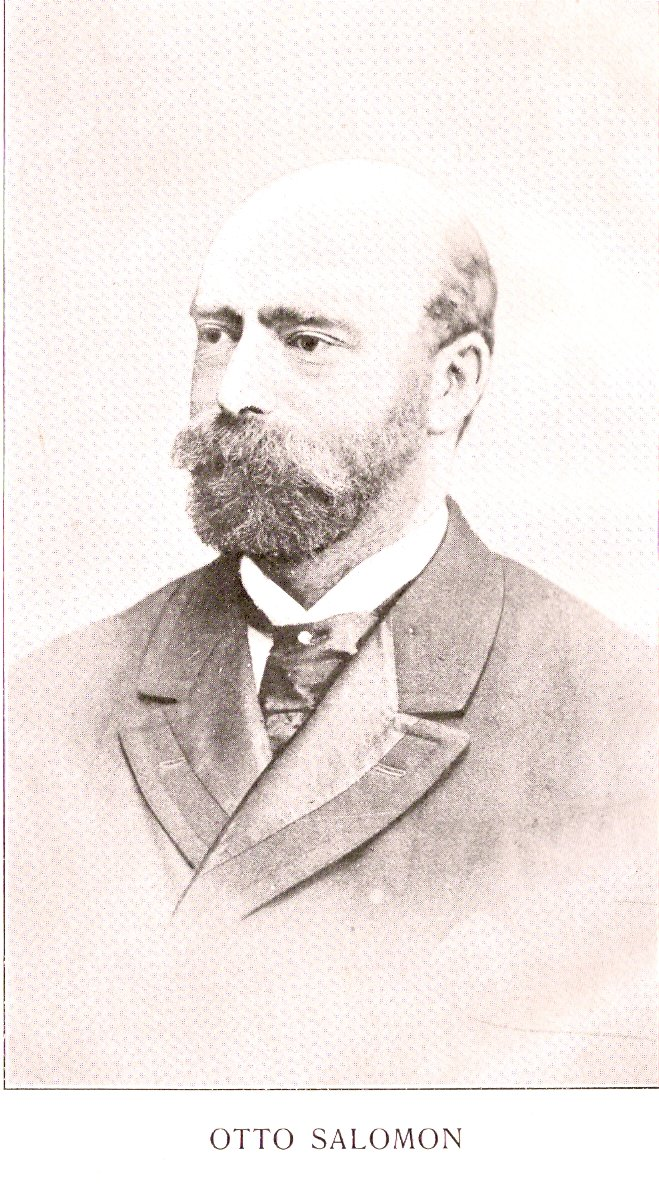

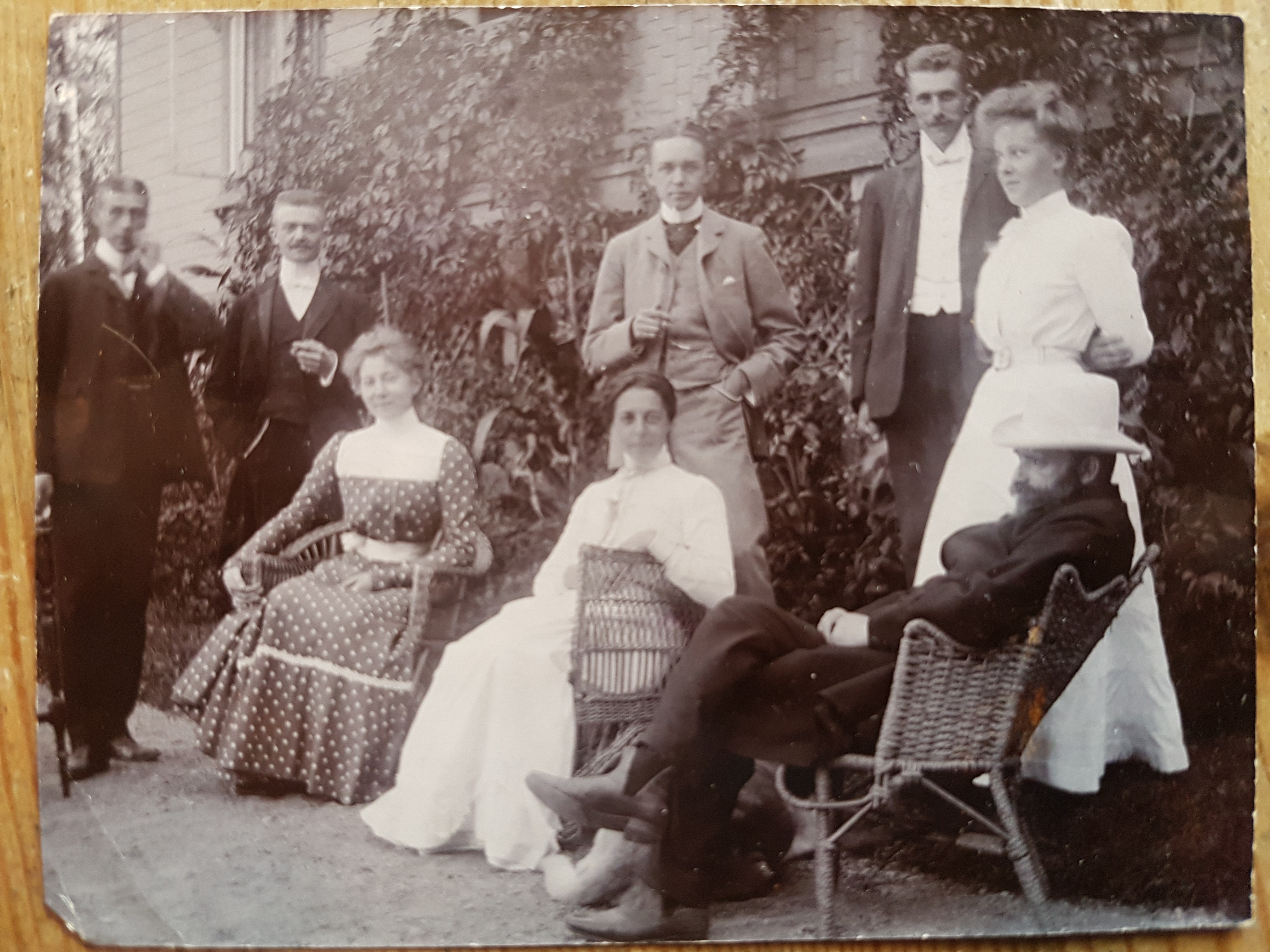
Otto Salomon i vit hatt, sjuk men med tydlig rockstjärne-/ gurustatus. Året är 1901. Notera den för Nääs tidiga jämlikhetstanken (Damen längst bort heter Tony Lundberg och är kursdeltagare på Nääs, boende i Malmö) Nääs-seminariet var före sin tid samtidigt som där vurmades för gamla traditioner med tex insamlandet av barnvisor, lekar och danser (Thorbjörnsson 1991) Bild ur privat samling.

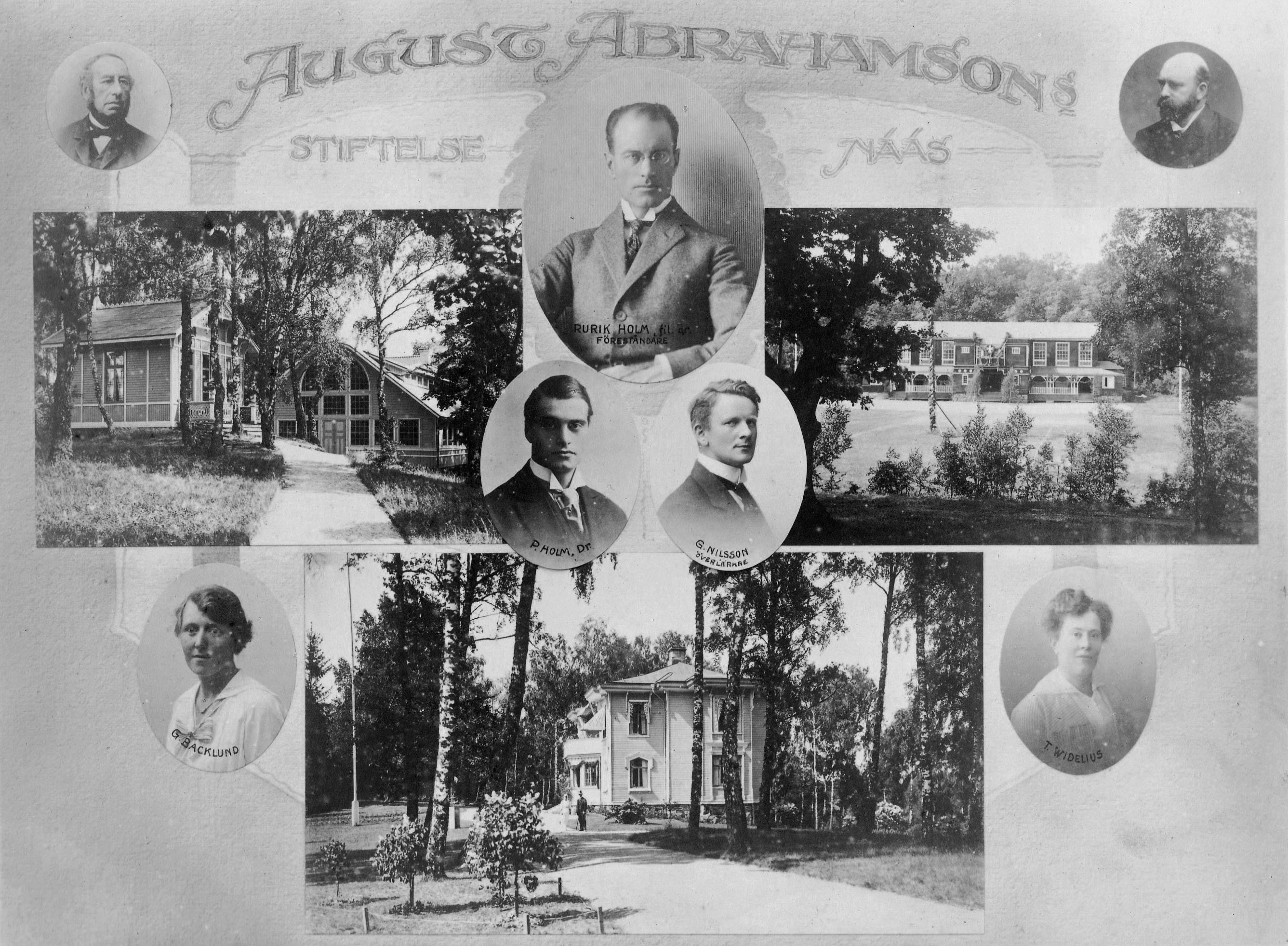
August Abrahamsons stiftelse

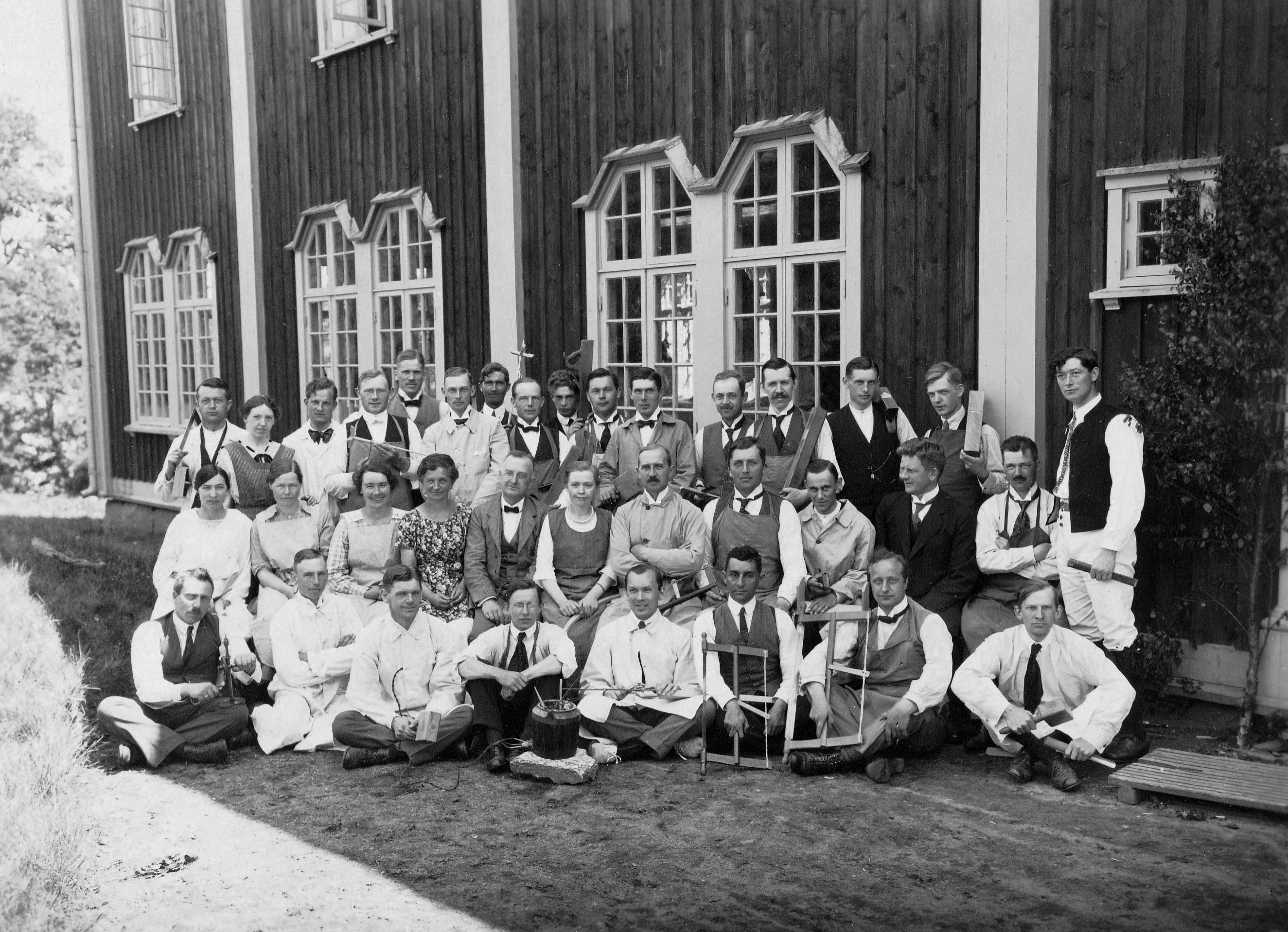
Slöjdlärarkurs

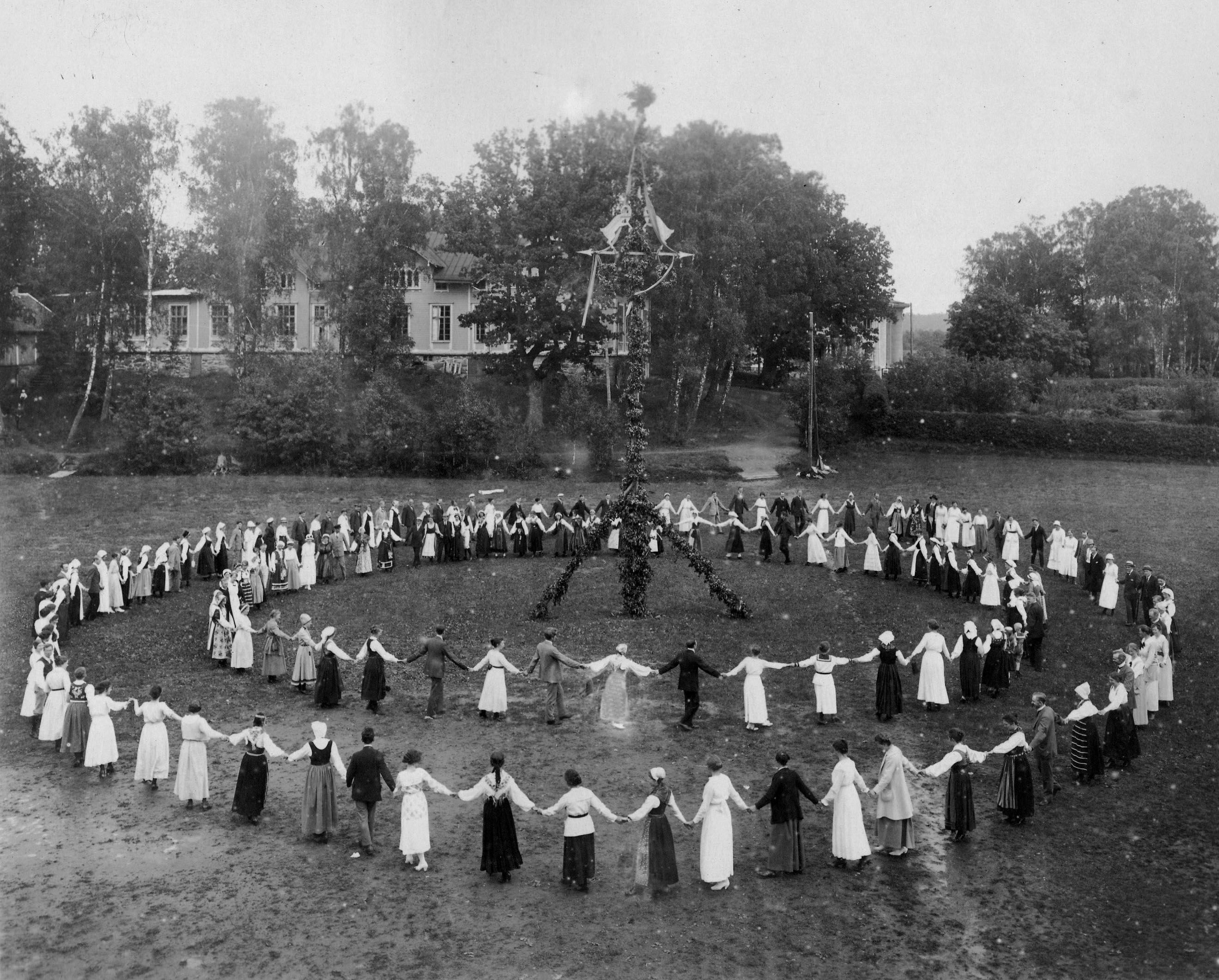
Lektion i sånglekar

Otto Aron Salomon, född 1 november 1849 i Göteborg, död 3 november 1907 på Nääs, var en svensk autodidakt pedagog som vidareutvecklade den pedagogiska skolslöjden. Han var systerson till August Abrahamson, som hade grundat kursverksamheten på Nääs, samt bror till författaren Sophie Elkan.

## Biografi
Otto Salomon föddes i Göteborg som son till handlanden Alexander Salomon och Henriette Abrahamson. Efter avslutade skolstudier kom han 1867 som lantbruksbokhållare till Nääs, som var ett gods August Abrahamson köpt för att bedriva slöjdskola. Under de första åren då August var föreståndare skötte Salomon godsets lantbruksskötsel. 1872 då godset iordningställts grundades en slöjdskola för gossar och Salomon tog snart över som föreståndare efter August. Från 1874 utvecklades ett slöjdlärarseminarium dvs. en lärarutbildning. Via arbetet med slöjdlärarseminariet vidareutvecklade Salomon den svenska skolslöjden som tidigare bedrivits främst inom ramarna för barnhusen. Han spred sina pedagogiska idėer i en skrift han själv var redaktör för. Salomon var som pedagog en utpräglad idealist. 
Det var inte främst yrkesskickligheten han ville främja genom skolans slöjdövningar. Han ville ställa övningarna i den allmänna uppfostrans tjänst för utvecklingen av kärlek till och aktning för det kroppsliga arbetet (som en del av en humanistisk syn han närde) av självverksamhet, ordning, noggrannhet, uppmärksamhet, flit och ihärdighet. Därför ansåg han att undervisningen borde vara individuell i avseendet att varje elev tex. själv skulle sätta ut mått (individualiteten i den tidiga Näässlöjden bör inte förväxlas med dagens syn på individualitet). Han utbildade  en lärogång, varvid eleven planmässigt går från det lättare till det svårare, från det enkla till det sammansatta. Genom denna fasta metod underlättades i hög grad det nya ämnets införande i skolorna, men utan den entusiasm och den outtröttliga energi varmed Salomon drev propagandan för sina idéer, skulle skolslöjden sannolikt inte så snabbt fått sitt genomslag i den svenska skolan. 
Salomon var autodidakt, det vill säga saknade  pedagogisk utbildning. Han omtalas ofta som skaparen av slöjdämnet i Sverige, men detta är en sanning med modifikation. Idėn till kursverksamheten på Nääs hade växt fram hos farbrodern August Abrahamson och dennes fru Euphrosyne Abrahamson (f. Leman). Idėn var att helt i tidens anda för den samhälleliga socioekonomiska status de besatt, att göra något för de mindre bemedlade. De startade en skola utifrån de senaste pedagogiska rönen d.v.s. en skola med fokus på alla de färdigheter, som hörde till den första vågens industrialisering – kombinerat med ett socialt patos och en ide' om, att göra dugliga medborgare av socialt utsatta barn – denna pedagogik i sig var något nytt. De började med en försöksverksamhet i ett litet fristående boningshus i Gamlestan i Göteborg. De planerade snart en expansion, men Euphrosyne som hastigt gick bort i ett sjukdomsförlopp, fick inte uppleva detta. August fick bli den som förverkligade deras gemensamma dröm. 
Så kallade slöjdskolor var vid denna tid inget nytt och idéerna kom från Montesquieu och Rousseau liksom föregångare inom hantverk och handarbete som fostran och fattigvård (t.ex. Pestalozzi). Det, som var banbrytande med Abrahamson och Salomon var, att de så att säga angrep "leverantörsledet", och med tiden flyttade verksamheten samt öppnade en lärarutbildning. Vad som hände med de fattiga barnen i slöjdskolan i Gamlestan förtäljer inte historien. Barn lärde sig hantverk som en del av fattigvårdsprogram även på andra platser i Göteborg, exempelvis på Barnhusgatan eller vid Stigbergstorget och kanske fick de fortsätta där och få sin chans till ett yrke. Nääs blev med tiden mer än en slöjdskola där Salomon var en viktig person. Skolan utvecklades till en nationalromantisk högborg och det bör understrykas, att det inte var kreti och pleti, som varken blev lärare eller som fick komma som elever till Nääs. Här hölls kurser och tävlingar i sporter och lekar inklusive segling och simning. Här tränades uppförande i samband med thebjudningar och dans. Barnvisor och barndanser samlades på ett antropologiskt sätt och spreds i landet via kursdeltagarna.   
Otto Salomon led av reumatism under många år. Under sina sista levnadsår hade han själv tappat tron på den strikt systematiska skolslöjd han byggt sin pedagogik på. Han trodde då på en friare skolslöjd med en vidare syn på personlig utveckling än tidigare och närmade sig därför en typ av skolslöjd som Carl Malmsten skulle komma att utveckla från ca 1920 och som även skulle framhållas av Lev Vygotskij.